# Gastón Rodríguez Limo
Gastón César Augusto Rodríguez Limo (Lima, 8 de marzo de 1966) es un teniente general de la Policía Nacional del Perú. Fue Ministro del Interior del Perú desde el 12 al 17 de noviembre de 2020 durante el Gobierno de Manuel Merino y del 24 de abril al 15 de julio de 2020 en el Gobierno de Martín Vizcarra.

## Biografía

### Primeros años
Nació en el distrito de Pueblo Libre, Lima el 8 de marzo de 1966. Ingresó como cadete a la Escuela de Oficiales del Centro de Instrucción de la Benemérita Guardia Civil del Perú "Mariano Santos Mateo" en 1983, de la cual egresa con el grado policial de Alférez GC e integrando la LXIV promoción 1986 "Capitán GC Gustavo Duffaut Takata" - Los Celadores. Asimismo, realizó una Maestría en Administración y Ciencias Policiales en la Escuela Superior de Policía y cursó estudios de Defensa Nacional en el Centro de Altos Estudios Nacionales.

### Carrera policial
En 2015, Rodríguez ascendió al grado policial de General.
De enero de 2016 a febrero de 2017, ejerció como Director de la Aviación Policial. Posteriormente, de febrero a mayo de 2017 fue designado Jefe de la Región Policial de Lima.
De junio de 2017 a febrero de 2018, se desempeñó como Director de la Dirección de Operaciones Especiales de la Policía Nacional. Tras dejar su cargo, fue nombrado nuevamente jefe de la Región Policial de Lima.
En octubre de 2019 ascendió al grado policial de Teniente General de Armas. Un mes más tarde, fue contratado como Director Nacional de Prevención Orden y Seguridad de la Policía Nacional, cargo que ocupó hasta abril de 2020.
El 24 de abril de 2020 juró como Ministro del Interior del gobierno del presidente Martín Vizcarra.
El 12 de noviembre de 2020 juró nuevamente como Ministro del Interior

## Controversias
En agosto de 2018, el Ministerio Público junto a la Oficina de Asuntos Internos del Ministerio del Interior iniciaron investigaciones a Rodríguez Limo junto a otros generales de la PNP por supuestos vínculos con la red de mafia Los Intocables Ediles en el distrito limeño de La Victoria.
El 4 de octubre del 2021, la Fiscal de la Nación Zoraida Ávalos presentó ante el Congreso de la República una denuncia constitucional contra Merino y sus ministros Ántero Flores-Aráoz y Gastón Rodríguez, por las muertes de Inti Sotelo y Brian Pintado y las lesiones sufridas por 78 personas durante las movilizaciones ocurridas en noviembre del 2020 que motivaron su renuncia a la Presidencia de la República. la denuncia fue Archivada por el congreso de la República en doble instancia, la primera la subcomisión de acusaciones constitucionales y posteriormente por la comisión permanente del Congreso de la República